# UEサンボイアナ

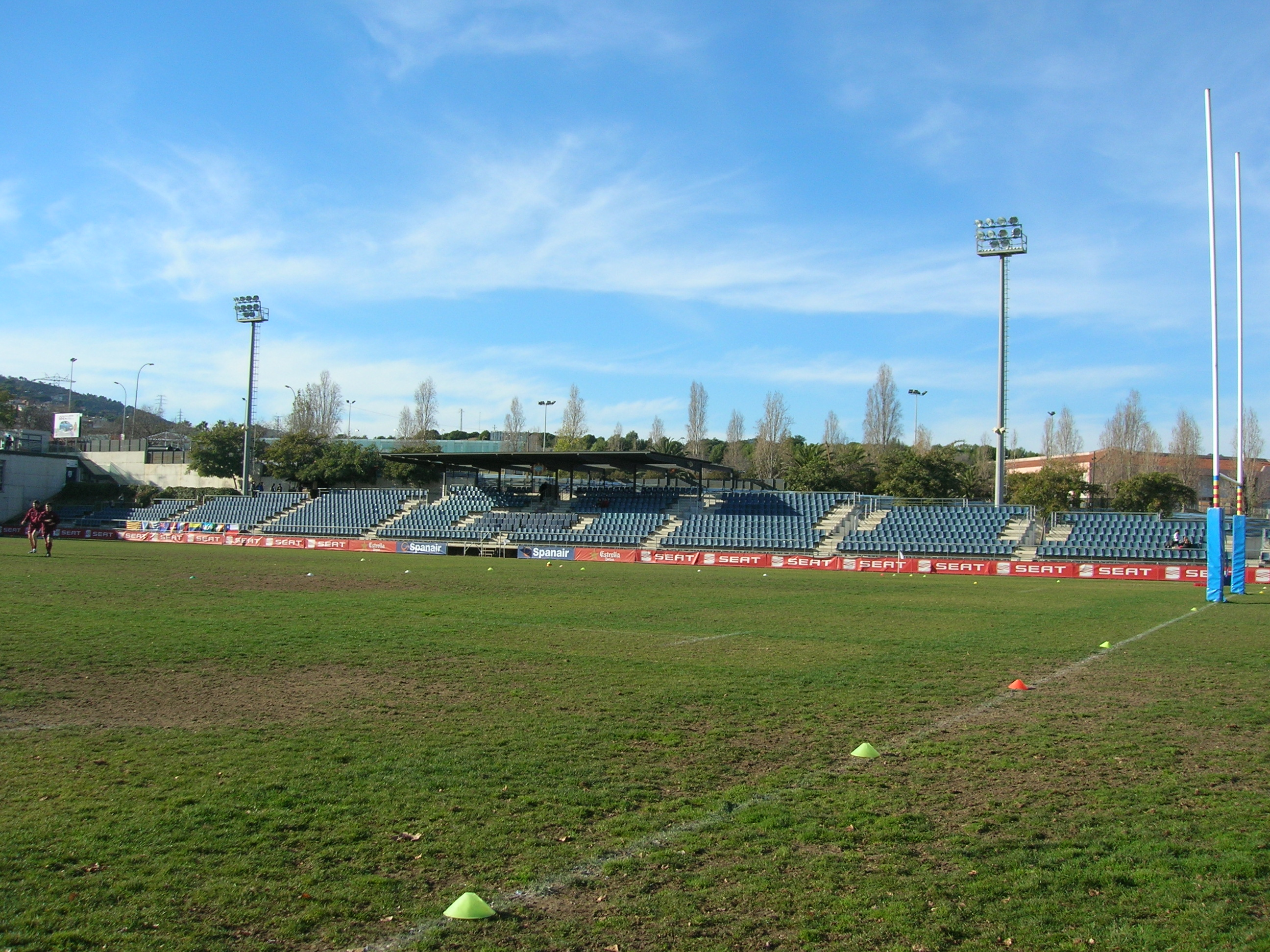
ホームグラウンドのバルディリ・アレウ

ウニオ・アスプルティーバ・サンボイアナ（カタルーニャ語: Unió Esportiva Santboiana）は、スペインのカタルーニャ州バルセロナ県サン・ボイ・ダ・リュブラガートに本拠地を置くラグビーユニオンクラブ。2019-20シーズンはディビシオン・デ・オノール（1部）に所属。ホームスタジアムはアスタディ・バルディリ・アレウ。

## 概要
1921年創設。
チームカラーは青色と白色。

## タイトル
- ディビシオン・デ・オノール: 7回
  - 1983-84, 1986-87, 1988-89, 1995-96, 1996-97, 2004-05, 2005-06
- コパ・デル・レイ（英語版）: 12回
  - 1931, 1933, 1943, 1948, 1958, 1959, 1960, 1961, 1962, 1989, 2000, 2017
- コパ・イベリカ: 4回
  - 1987, 1989, 2005, 2006
- コパ・ピリネオス: 2回
  - 1960, 1961
- コパ・デ・カタルーニャ: 17回
  - 1923, 1931, 1933, 1934, 1935, 1943, 1944, 1945, 1956, 1959, 1995, 1996, 1997, 1998, 1999, 2000, 2005